# Joaquim Gusmão Martins

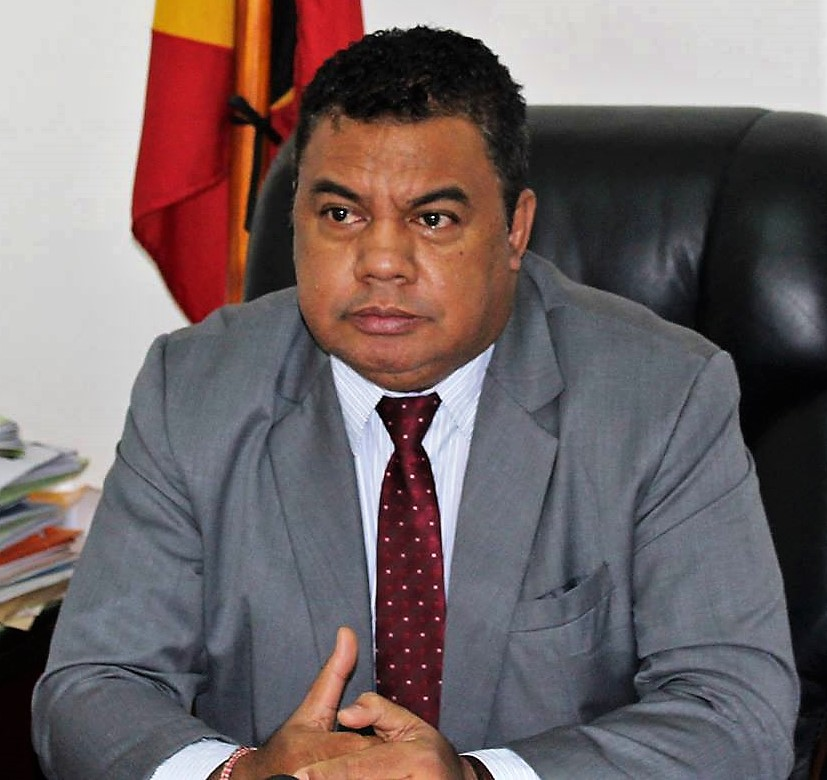
Joaquim Gusmão Martins (2019)

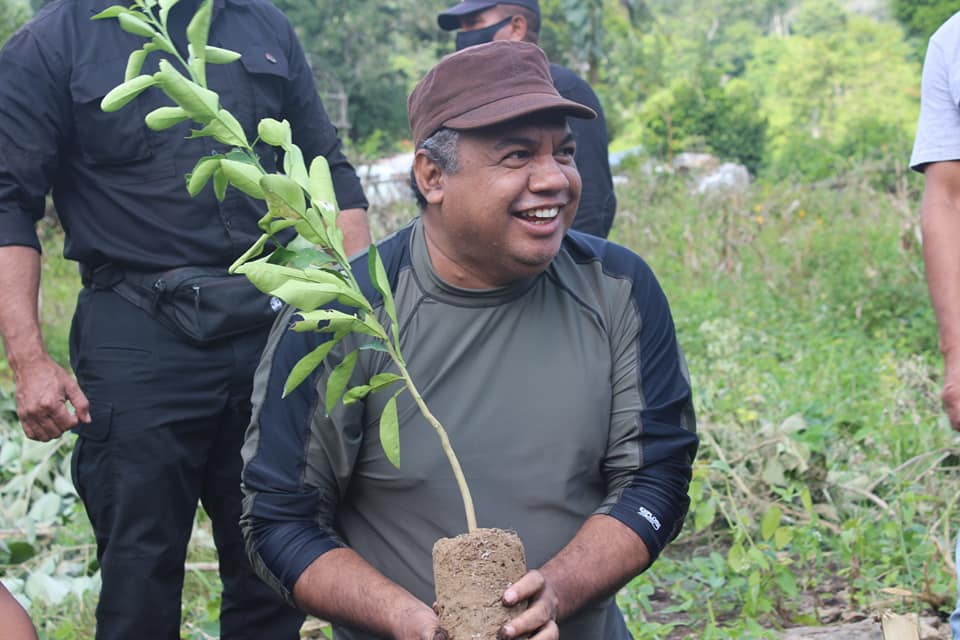
Joaquim Gusmão Martins bei einem Wiederaufforstungsprogramm (2020)

Joaquim José Gusmão dos Reis Martins ist ein osttimoresischer Politiker. Er ist Mitglied der Kmanek Haburas Unidade Nasional Timor Oan (KHUNTO) und führt einen Ingenieurstitel.
Am 22. Juni 2018 wurde er zum Minister für Landwirtschaft und Fischerei vereidigt. Er folgte damit Estanislau da Silva.
Im März 2020 wurde Belo zum zweiten Vizepräsidenten der KHUNTO gewählt.
Mit der Regierungsumbildung am 29. Mai 2020 wurde Martins von seinem Parteifreund Pedro dos Reis als Minister ersetzt. Dafür erhielt Martins am 24. Juni das Amt des Staatssekretärs für Zivilschutz SEPC. Das Amt hatte er bis zum Ende der Legislaturperiode am 30. Juni 2023 inne.